# Integrale di Fresnel
Gli integrali di Fresnel, {\displaystyle S(x)} e {\displaystyle C(x)}, sono due funzioni speciali trascendenti introdotte in ottica dall'ingegnere francese Augustin-Jean Fresnel per studiare i fenomeni della diffrazione.

Grafico degli integrali di Fresnel normalizzati: e.

## Definizione
Esse sono definite attraverso le seguenti rappresentazioni:
{\displaystyle S(x):=\int _{0}^{x}\sin \left({\frac {\pi }{2}}t^{2}\right)\,dt}
{\displaystyle C(x):=\int _{0}^{x}\cos \left({\frac {\pi }{2}}t^{2}\right)\,dt}

Grafico degli stessi integrali non normalizzati: e.

anche se altri autori preferiscono definirle senza il {\displaystyle {\frac {\pi }{2}}} nell'argomento di seno e coseno.

## Proprietà
- {\displaystyle S(x)} e {\displaystyle C(x)} sono funzioni dispari.
- {\displaystyle C(iz)=iC(z)}
- {\displaystyle S(iz)=-iS(z)}
- Gli integrali di Fresnel non possono essere calcolati in forma chiusa in termini di funzioni elementari, salvo casi particolari. Infatti essi convergono all'infinito e si ha:
{\displaystyle \lim _{x\to +\infty }S(x)=\lim _{x\to +\infty }C(x)={\frac {1}{2}}\,.}

### Dimostrazione limite perxtendente all'infinito
Poiché gli integrali di Fresnel non possono essere calcolati coi metodi tradizionali, una possibile dimostrazione di
{\displaystyle \int _{0}^{+\infty }\cos {(x^{2})}\,dx={\sqrt {\frac {\pi }{8}}}}
sfrutta l'analisi complessa e il risultato dell'integrale di Gauss {\displaystyle \int _{0}^{+\infty }e^{-x^{2}}dx={\frac {\sqrt {\pi }}{2}}}. L'integrale di partenza può essere scritto come parte reale di un numero complesso secondo quella che è la forma polare di un numero complesso:
{\displaystyle \int _{0}^{+\infty }\cos {(x^{2})}\,dx=\Re {\left(\int _{0}^{+\infty }e^{ix^{2}}dx\right)}.}

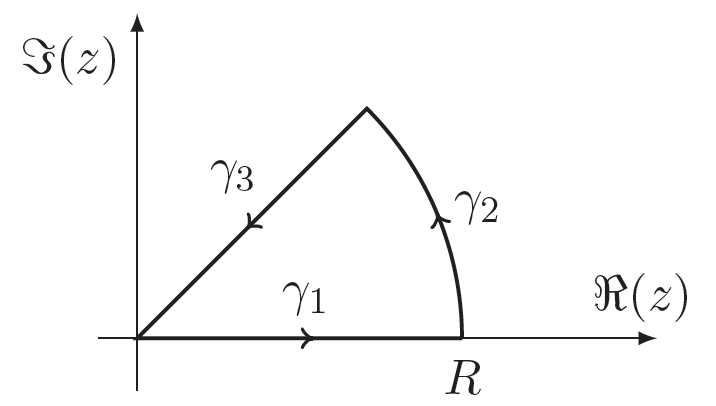
Curva semplice chiusa nel piano complesso, suddivisa in, e.

Per calcolare il secondo integrale si sfrutta il teorema di Cauchy-Goursat scegliendo come cammino chiuso di integrazione la curva chiusa {\displaystyle \gamma } suddivisibile nei tre tratti {\displaystyle \gamma _{1}}, {\displaystyle \gamma _{2}} e {\displaystyle \gamma _{3}} come in figura:
{\displaystyle \oint _{\gamma }e^{iz^{2}}dz=\int _{\gamma _{1}}e^{iz^{2}}dz+\int _{\gamma _{2}}e^{iz^{2}}dz+\int _{\gamma _{3}}e^{iz^{2}}dz=0\,.}
Questa operazione si può fare perché la funzione {\displaystyle e^{iz^{2}}} è analitica in {\displaystyle \mathbb {C} }, che è semplicemente connesso.
Nel piano complesso {\displaystyle \gamma _{3}} ha equazione {\displaystyle z=re^{i\vartheta }}, con {\displaystyle r} variabile; per ricondursi all'integrale della gaussiana si impone che l'inclinazione di tale retta sia tale che {\displaystyle iz^{2}=i{\left(re^{i\vartheta }\right)}^{2}=-r^{2}}, ovvero {\displaystyle \vartheta ={\frac {\pi }{4}}}. Il terzo integrale diventa quindi
{\displaystyle \int _{\gamma _{3}}e^{iz^{2}}dz=\int _{R}^{0}e^{-r^{2}}e^{i{\frac {\pi }{4}}}\,dr\,,}
che per {\displaystyle x}, ovvero {\displaystyle R\rightarrow +\infty }, vale
{\displaystyle \lim _{R\rightarrow +\infty }e^{i{\frac {\pi }{4}}}\int _{R}^{0}e^{-r^{2}}dr=-e^{i{\frac {\pi }{4}}}{\frac {\sqrt {\pi }}{2}}\,.}
La curva {\displaystyle \gamma _{2}} può essere parametrizzata come {\displaystyle z=Re^{i\vartheta }}, questa volta con {\displaystyle \vartheta } variabile. Il secondo integrale diventa
{\displaystyle \int _{\gamma _{2}}e^{iz^{2}}dz=\int _{0}^{\frac {\pi }{4}}e^{iR^{2}e^{2i\vartheta }}(iR)\,e^{i\vartheta }\,d\vartheta =iR\int _{0}^{\frac {\pi }{4}}e^{iR^{2}\cos {(2\vartheta )}+i\vartheta }e^{-R^{2}\sin {(2\vartheta )}}\,d\vartheta \,.}
Per {\displaystyle 0\leq \vartheta \leq {\frac {\pi }{4}}}, {\displaystyle \sin {(2\vartheta )}\geq 0} e {\displaystyle \cos {(2\vartheta )}\geq 0}, e vale la disuguaglianza {\displaystyle \sin {\vartheta }>{\frac {2}{\pi }}\vartheta }. Ponendo {\displaystyle 2\vartheta =\varphi }, è possibile fare la seguente maggiorazione:
{\displaystyle 0\leq \left|{\frac {R}{2}}\int _{0}^{\frac {\pi }{2}}e^{iR^{2}\cos {\varphi }+i{\frac {\varphi }{2}}}e^{-R^{2}\sin {\varphi }}\,d\varphi \right|\leq {\frac {R}{2}}\int _{0}^{\frac {\pi }{2}}\left|e^{iR^{2}\cos {\varphi }+i{\frac {\varphi }{2}}}\right|\,\left|e^{-R^{2}\sin {\varphi }}\right|d\varphi ={\frac {R}{2}}\int _{0}^{\frac {\pi }{2}}e^{-R^{2}\sin {\varphi }}\,d\varphi \leq {\frac {R}{2}}\int _{0}^{\frac {\pi }{2}}e^{-R^{2}{\frac {2}{\pi }}\varphi }\,d\varphi =-{\frac {\pi }{4R}}\left(e^{-R^{2}}-1\right),}
e dal teorema del confronto, segue che per {\displaystyle R\rightarrow +\infty } il secondo integrale vale {\displaystyle 0}.
La curva {\displaystyle \gamma _{1}}, infine, può essere parametrizzata come {\displaystyle z=x=R}. Dal teorema di Cauchy-Goursat
{\displaystyle \int _{0}^{+\infty }e^{ix^{2}}dx=\int _{\gamma _{1}}e^{iz^{2}}dz=-\int _{\gamma _{3}}e^{iz^{2}}dz=e^{i{\frac {\pi }{4}}}{\frac {\sqrt {\pi }}{2}}\,.}
L'integrale di Fresnel cercato diventa perciò
{\displaystyle \int _{0}^{+\infty }\cos {(x^{2})}\,dx=\Re {\left(\int _{0}^{+\infty }e^{ix^{2}}\,dx\right)}=\Re {\left(e^{i{\frac {\pi }{4}}}{\frac {\sqrt {\pi }}{2}}\right)}={\sqrt {\frac {\pi }{8}}}\,,}
come volevasi dimostrare.

## Relazione con altre funzioni speciali
{\displaystyle C(z)+iS(z)=zM\left({\frac {1}{2}},{\frac {3}{2}},i{\frac {\pi }{2}}z^{2}\right),}
dove {\displaystyle M} denota una funzione ipergeometrica confluente. 
La relazione con la funzione degli errori è:
{\displaystyle C(z)+iS(z)={\frac {1+i}{2}}\mathrm {erf} \left[{\frac {\sqrt {\pi }}{2}}(1-i)z\right].}